# Socialistloven
Socialistloven (Gesetz gegen die gemeingefährlichen Bestrebungen der Sozialdemokratie) – som ofte kaldes socialistlovene på grund af sine forskelligartede bestemmelser i 30 paragraffer, som blev vedtaget i den tyske rigsdag (Reichstag) den 19. oktober 1878 med stemmer fra de konservative og hovedparten af de nationalliberale medlemmer. Loven trådte i kraft tre dage senere efter at være blevet underskrevet af kejser Wilhelm 1. og forblev i kraft frem til 30. september 1890.
Loven forbød socialistiske og socialdemokratiske organisationer og deres aktiviteter i Tyskland uden for Rigsdagen og delstaternes Landdage.

## Forhistorie og anledning
Allerede inden grundlæggelsen af det Tyske Kejserrige som et konstitutionelt monarki i 1871 var der allerede i 1863 blevet grundlagt det reformorienterede Allgemeiner Deutscher Arbeiterverein (ADAV) på initiativ af Ferdinand Lassalle, og i 1869 det revolutionære marxistiske Sozialdemokratische Arbeiterpartei (SDAP) af Wilhelm Liebknecht og August Bebel. I den første tid konkurrerede de to socialdemokratiske partier, men da den Preussenvenlige ADAV præsident
Johann Baptist von Schweitzer gik af kort efter kejserrigets grundlæggelse på grund af afdækningen af en hemmelig aftale med den konservativt-monarkistisk prægede preussiske regering, nærmede de to partier sig hinanden og i 1875 afholdt de i Gotha et fælles årsmøde, hvor de grundlagde det fælles Sozialistischen Arbeiterpartei Deutschlands (SAPD), som i 1890 fik navnet Sozialdemokratische Partei Deutschlands (SPD).
Begreberne socialisme og socialdemokrati blev dengang sprogligt anset for synonymer og var stærkt påvirket af Karl Marx og Friedrich Engels filosofiske, politiske og økonomiske teorier. I overensstemmelse med den revolutionære teori gjorde socialdemokraterne, dvs. deres parti, krav på at repræsentere arbejdernes interesser. Partiet stræbte efter at forbedre arbejderklassens sociale forhold og på langt sigt at overvinde de eksisterende sociale og politisk udemokratiske magtstrukturer.
Rigskansler Otto von Bismarck, som grundlæggende var en konservativ monarkist, der var reserveret eller afvisende overfor demokratiske ideer anså fra starten SAPD for at være en fjende af riget gennemførte allerede inden socialistloven undertrykkende tiltag mod Socialdemokratiet og den nystartede fagforeningsbevægelse. På grund af deres modstand mod den Fransk-preussiske krig i 1870-1871 og deres solidaritet med Pariserkommunen var August Bebel og Wilhelm Liebknecht allerede i 1872 blevet dømt for højforræderi og havde afsonet 2 års fængsel.
Da Hax Hödel den 11. maj og Dr. Karl Eduard Nobiling den 2. juni 1878 havde gennemført to mislykkede attentater mod kejser Wilhelm 1. benyttede Bismarck disse hændelser som anledning til at skride hårdere og mere virkningsfuldt ind overfor socialdemokraterne, som i stigende grad fik indflydelse på arbejderklassen. I strid med sandheden lod han det forlyde, at attentaterne kunne spores tilbage til socialdemokratiet, selv om Hödel kort før sit attentat var blevet udelukket af SAPD, og Nobilings attentat var styret af personlige vrangforestillinger. Politiske motiver og årsagsforbindelser til socialdemokratiet kunne ikke dengang bevises, og er aldrig siden blevet det.
Allerede i maj 1878 havde Bismarck fremlagt et forslag til socialistlov, som imidlertid blev afvist. Først om efteråret vedtog den nyvalgte
Rigsdag en skærpet udgave med 221 mod 149 stemmer, efter at det undervejs var kommet til stridigheder mellem de forskellige partier i rigsdagen. De fleste nationalliberale støttede først undtagelsesloven under indtryk af det andet attentat mod kejseren, hvor denne blev alvorligt såret. Det heraf følgende attentathysteri udnyttede Bismarck til at opløse rigsdagen og iscenesætte et ”ædelæggende felttog” mod socialdemokraterne, som man beskyldte for åndelig medskyld. De fleste nationalliberale kastede herefter deres retsstatslige principper over bord, efter at de under valgkampen i juli havde tilpasset sig det konservative ryk mod højre for at sikre sig genvalg.

## Virkninger
Loven havde i første omgang en løbetid på 2½ år, men den blev herefter regelmæssigt forlænget.
Med udgangspunkt i loven blev socialdemokratiske underorganisationer, tryksager og forsamlinger – dvs. SAPD og det nærtstående organisationer, frem for alt fagforeninger – forbudt. Overtrædelser af loven blev ofte straffet med bøder eller fængsel. Mange socialister valgte at gå i eksil, fortrinsvis i Frankrig, Schweiz eller England. Blandt dem var Clara Zetkin, som dengang var midt i tyverne, og som senere blev en prominent foregangskvinde i den socialistiske kvindebevægelse
Imidlertid kunne enkeltpersoner stadig opstille til valgene som socialdemokratiske kandidater, og de var således i stand til at udføre deres arbejde i rigsdagen og landdagene. Blandt de nye SAPD medlemmer af rigsdagen var i 1874 (nogle havde endda tidligere repræsenteret forgængerpartierne) f.eks. Wilhelm Liebknecht, August Bebel, Wilhelm Hasenclever og Wilhelm Hasselmann. Uden for rigsdagen var det imidlertid en betydelig risiko forbundet med offentligt at gå ind for SAPD's mål. 797 socialdemokrater blev i overensstemmelse med § 28 i socialistloven udvist som agitatorer fra steder hvor den "lille belejringstilstand" var blevet erklæret, herunder fra socialistiske højborge såsom Berlin, Leipzig, Hamburg og Frankfurt am Main.
- Nogle fremtrædende rigsdagsmænd for socialdemokratiet under socialistlovene
- Wilhelm Liebknecht (1826–1900)
- August Bebel (1840–1913)
- Wilhelm Hasenclever (1837–1889)

Socialistloven bekæmpede socialdemokraterne som rigets fjender og vanskeliggjorde eftertrykkeligt integrationen af arbejdere og socialdemokrater i stat og samfund. Den reelle ophævelse af den socialdemokratiske oppositions statsborgerskab foregik sammen med en ophævelse af deres sociale rettigheder, således at socialdemokrater materielt blev umyndiggjort og forfulgt på arbejdspladsen. Forfølgelsen vækkede store dele af arbejdernes solidaritet og førte efter 1881 til stigende tilslutning til de formelt enkeltstående kandidater fra SAPD. Regionalt blev der grundlagt forskellige arbejdersportsklubber eller grupper af naturvenner som dækorganisationer i stedet for de forbudte parti- og fagforeninger hvor det politiske arbejde kunne fortsætte – om end med betydelig risiko.
Indenfor socialdemokratiet opfordrede især socialrevolutionære politikere på venstrefløjen, frem for alt den allerede eksilerede Johann Most og rigsdagsmedlemmet Wilhelm Hasselmann til – også voldelig – modstand mod myndighedernes undertrykkelse, og de så positivit på f.eks. russiske socialrevolutionæres attentat mod den russiske zar Alexander 2.. Sådanne opfordringer blev imidlertid afvist af ledelsen af SAPD som anarkistisk motiverede og i modstrid med socialdemokratiets mål. Most og Hasselmann blev ekskluderet på det første eksilårsmøde i SAPD på slottet Wyden i Kanton Zürich i Schweiz, især på initiativ af Ignaz Auer og August Bebel. Herefter opgav Hasselmann sin plads i rigsdagen og udvandrede til USA. Med eksklusionen af de to mest kendte fortalere for anarkisme i det tyske socialdemokrati håbede de ledende medlemmer af partiet på at have aflivet den radikale socialrevolutionære fløj og dermed på at have fjernet grundlaget for de regeringsvenlige partier og deres avisers antisocialistiske propaganda.
I den følgende tid fik de socialdemokratiske rigsdagskandidater igen stigende tilslutning ved valgene. Udover de eksisterende mandater blev f.eks. Karl Frohme i 1881 og Paul Singer i 1884 valgt ind i rigsdagen. Efter at Johann Mosts blad Freiheit, som blev udgivet i London, mistede sin status som organ for det tyske socialdemokrati efter hans eksklusion fra partiet, og indholdsmæssigt ændredes til en åbenlyst anarkistisk agiterende publikation, blev det i stigende grad erstattet af avisen Der Sozialdemokrat, som udviklede sig til hovedorgan for det tyske og det internationale socialdemokrati under socialistlovene. Der Sozialdemokrat blev udgivet fra 1879, blev redigeret af Paul Singer i Zürich og blev illegalt distribueret i Tyskland. Fra 1887 blev avisen trykt i London.
Belært af erfaringerne fra nederlaget i Kulturkampen, som havde været rettet mod den katolske kirkes magt i Tyskland, forsøgte Bismarck så at sige at kombinere pisken i socialistloven med en gulerod i form af den på daværende tidspunkt progressive nye sociallovgivning og derved fjerne grundlaget for socialdemokratiet og således forhindre det i at få yderligere fremgang.
Et væsentligt mål med socialistloven, nemlig at mindske socialdemokraternes stemmeandel ved rigsdagsvalgene blev imidlertid ikke opnået, tværtimod. Ved valget i 1881 fik socialdemokraterne 311.961 stemmer. I 1884 var det steget til 549.990, i 1887 til 763.128 og i 1890 til 1.427.000 stemmer hvorved SAPD allerede inden det blev omdøbt til SPD blev partiet med den største vælgertilslutning.
Også internationalt var det tyske socialdemokrat, trods undertrykkelsen i hjemlandet, blevet til tidens mest indflydelsesrige socialistiske i hele verden. Efter splittelsen af den internationale arbejderorganisation i 1872 og opløsningen i 1876 på grund af konflikten mellem den anarkistiske fløj omkring Mikhail Bakunin og den marxistiske fløj omkring Karl Marx var det efter Marx' død i 1883 frem for alt Liebknecht som stræbte efter at nå frem til en ny samlet international arbejderbevægelse. Deri var han enig med Friedrich Engels, som havde overtaget den idemæssige arv efter Marx.
Ved grundlæggelsen af det socialistiske internationale fra 14. til 20. juli 1889 i Paris deltog den socialistiske bevægelse i Tyskland med 85 af de 400 delegerede fra 20 stater. Blandt dem var udover August Bebel og Eduard Bernstein også Carl Legien som repræsentant for den tyske fagbevægelse, og med Clara Zetkin, som dengang var i eksil i Paris, som repræsentant for den socialistiske kvindebevægelse. Liebknecht ledede den tyske delegation og var sammen med den franske socialist Édouard Vaillant formand for kongressen.
I betragtning af SAPD's voksende indflydelse var det på langt sigt ikke muligt at opretholde den tyske socialistlov. Rigsdagen afslog derfor at forlænge loven den 25. januar 1890. Den fejlslagne socialistlov og socialdemokratiets stigende styrke ved rigsdagsvalget i januar 1890 spillede en afgørende rolle for Bismarcks afgang. Allerede i 1888 var det mislykkedes for Bismarck at få vedtaget en lov, som formelt kunne fratage socialister deres tyske statsborgerskab. Årsagen til nederlaget var ikke mindst, at SAPD's rigsdagsmedlemmer afslørede det politiske politis skrupelløse metoder overfor rigsdagen.

## Længerevarende eftervirkninger for SPD indtil spaltningen
Efter ophævelsen af socialistloven blev socialdemokratiet, som efter landsmødet i 1891 kaldte sig SPD, en magtfaktor man måtte regne med. I 1912 blev det til sidst det største parti i rigsdagen.
Ånden fra socialistloven levede videre i samfund og politik også efter 1890. Socialdemokraterne blev længe efter lovens ophævelse nedsættende betegnet som "fædrelandsløse skabninger" (bl.a. i forbindelse med det såkaldte Hottentotvalg i 1907). Først ved 1. verdenskrigs udbrud i august 1914, da det handlede om at samle folket om krigsindsatsen, revurderede kejser Wilhelm 2. som øverste krigsherre sin strategi om politisk at isolere socialdemokraterne og valgte i rigets interesse at erklære, at han "kender ingen partier længere, kun tyskere". Herefter stemte en samlet SPD gruppe (bortset fra Hugo Haase) samlet for det første krigslån, og indledte den politiske borgfred. I december 1914 var Karl Liebknecht det første medlem af SPD's rigsdagsgruppe, som modsatte sig sit partis støtte af krigen og stemte imod yderligere krigskreditter. I august var han af partitaktiske grunde udeblevet fra den afgørende afstemning. Frem til 1917 trådte krigsmodstanderne ud af de nu statsbærende SPD og grundlagde Unabhängige Sozialdemokratische Partei Deutschlands (USPD).
Efter novemberrevolutionen i 1918, afslutningen på 1. verdenskrig og afskaffelsen af monarkiet grundlagdes Kommunistische Partei Deutschlands (KPD) den 1. januar 1919 af venstrefløjen i USPD og det partiuafhængige Spartakusbund. Blandt grundlæggerne var tidligere socialdemokrater såsom Karl Liebknecht, Rosa Luxemburg m.fl. og hermed var spaltningen af det tyske socialdemokrati i et pluralistisk reformorienteret pg et revolutionært socialistisk parti uigenkaldeligt gennemført. USPD blev i stigende grad sønderdelt mellem SPD og KPD og var fra 1922 og til afslutningen på Weimarrepublikken blot et splittelsesparti på venstrefløjen i det politiske landskab.

### Generelle kilder
- August Bebel: Aus meinem Leben. 3, Stuttgart 1914.
- Eduard Bernstein: Die Geschichte der Berliner Arbeiterbewegung. 3 Bände, Berlin 1907.
- Paul Kampffmeyer:Vor dem Sozialistengesetz. Berlin 1928.
- Paul Kampffmeyer: Unter dem Sozialistengesetz. Berlin 1928.
- Wolfgang Pack: Das parlamentarische Ringen um das Sozialistengesetz Bismarcks 1878–1890. Düsseldorf 1961.
- Christof Rieber: Das Sozialistengesetz und die Sozialdemokratie in Württemberg 1878–1890. Müller & Graef, Stuttgart 1984.
- Rainald Maaß: Die Generalklausel des Sozialistengesetzes und die Aktualität des präventiven Verfassungsschutzes. Heidelberg 1990.
- Beutin, Heidi/Beutin, Wolfgang/Malterer, Holger u.a. (Hrsg.): 125 Jahre Sozialistengesetz. Beiträge der öffentlichen wissenschaftlichen Konferenz vom 28.-30. November 2003 in Kiel. Peter Lang, Frankfurt am Main 2004.

### Juridiske kilder
- Rainald Maaß: Entstehung, Hintergrund und Wirkung des Sozialistengesetzes. In: Juristische Schulung (JuS) 9/1990, S. 702–706.
- Hans-Ernst Böttcher: Das Recht als Waffe im politischen Kampf – das Sozialistengesetz von 1878 unter juristischem Aspekt. I: Schleswig-Holsteinische Anzeigen (SchlHA) 2004, S. 143–146.

## Eksterne kilder
- Informationen Arkiveret 20. marts 2006 hos  Wayback Machine i Preußen-Chronik des rbb
- http://www.erziehung.uni-giessen.de/studis/Robert/sozialis.html Arkiveret 2. juli 2007 hos  Wayback Machine
- Socialistlovens oprindelige tekst (på documentArchiv.de)
- Tema socialistlovene med udersider på Bibliothek der Friedrich-Ebert-Stiftung Bonn
- ... vor 100 Jahren – Gesetz gegen die gemeingefährlichen Bestrebungen der Sozialdemokratie Arkiveret 13. januar 2010 hos  Wayback Machine fra det sociale demokratis arkiv (AdsD) i Friederich-Ebert-Stiftung